# Leonidas (Minnesota)
Leonidas es una ciudad ubicada en el condado de St. Louis en el estado estadounidense de Minnesota. En el Censo de 2010 tenía una población de 52 habitantes y una densidad poblacional de 13,94 personas por km².

## Geografía
Leonidas se encuentra ubicada en las coordenadas 47°28′7″N 92°34′2″O / 47.46861, -92.56722. Según la Oficina del Censo de los Estados Unidos, Leonidas tiene una superficie total de 3.73 km², de la cual 3.31 km² corresponden a tierra firme y (11.25%) 0.42 km² es agua.

## Demografía
Según el censo de 2010, había 52 personas residiendo en Leonidas. La densidad de población era de 13,94 hab./km². De los 52 habitantes, Leonidas estaba compuesto por el 96.15% blancos, el 0% eran afroamericanos, el 1.92% eran amerindios, el 0% eran asiáticos, el 0% eran isleños del Pacífico, el 0% eran de otras razas y el 1.92% pertenecían a dos o más razas. Del total de la población el 0% eran hispanos o latinos de cualquier raza.